# Rue du Jardinet
Rue du Jardinet je ulice v Paříži. Nachází se v 6. obvodu.

## Poloha
Ulice spojuje Rue de l'Éperon a Cour de Rohan.

## Historie
Na nejstarších plánech Paříže od 13. století je ulice vedena pod názvy Impasse de Rouan nebo Cul-de-sac de Rouen. Svůj současný název (Zahrádková ulice) získala v 16. století a odvozuje se od bývalé zahrady paláce hôtel de Vendôme zbořeného v roce 1441. Většina ulice byla zničena v roce 1866 při stavbě Boulevardu Saint-Germain.

## Významné stavby
- V domě č. 3 se narodil hudební skladatel Camille Saint-Saëns
- Lycée Fénelon